# Теорема на Ердьош-Кац
Теоремата на Ердьош-Кац е математическа теорема, смятана за фундаментална за вероятностната теория на числата.
Според нея, ако ω(n) е броят различни прости множители с произведение n, тогава като цяло разпределението на стойностите на функцията
{\displaystyle {\frac {\omega (n)-\log \log n}{\sqrt {\log \log n}}}}
е стандартното нормално разпределение.
Теоремата е изведена от Пал Ердьош и Марк Кац през 1940 година и представлява разширение на по-ранната теорема на Харди-Рамануджан.